# Stelarc
Stelarc (*19. června 1946), je australský performer původem z Kypru, který prostřednictvím robotického umění prezentuje myšlenku rozšíření lidského těla pomocí technologie. Ukazuje tak lidem, jaké možnosti technologie skýtá. Pro Stelarca je charakteristickým prvkem, že uskutečňuje své umění v rámci svého vlastního těla. Mezi jeho nejvýznamnější projekty řadíme: Ear on Arm, Third Hand, ale také méně známé Muscle Machine či Walking Head.

## Biografie
Tento významný současný performer se narodil 19. června roku 1946. Stelarc, rodným jménem Stelios Arcadiou, své umělecké jméno používá od roku 1972, kdy byl současně oceněn australskou dobročinnou organizací The Myer Foundation. V Austrálii studoval umění a technologie na Melbourne University.
Počátky jeho aktivního uměleckého působení jsou spojeny s 60. léty, kdy se snaží o realizaci nejrůznějších technologií, které by umožnily zdokonalení lidské bytosti.
Co se týče jeho působení od 90. let až do současnosti, v roce 1995 Stelarc obdržel stipendium od Visual Arts/Craft Board, The Australia Council na 3 roky, v roce 2004 dvouleté stipendium společnosti New media arts. Rok 1997 je významný jeho jmenováním na čestného profesora Umění a Robotiky na univerzitě Carnegie Mellon. Absolventem práv na univerzitě Monach se stává o tři roky později. V dnešní době působí například jako výzkumný pracovník a hostující umělec na Marcs Lab University v západní Sydney, dále je také předsedou v Performance Art, School of Arts, Brunel University, Uxbridge. Momentálně tento performer současnosti ovšem vystupuje jako ztělesnění své stránky Second Life.

## Projekty Stelarca

### Third Hand
„Third Hand“ („Třetí ruka“) byla vyvíjena v letech 1976–1981 na území Japonska. Tato unikátní performance je technologickou napodobeninou lidské ruky, která je ovšem připojena přímo na umělcovo tělo, tedy konkrétně jeho paži a dotváří tedy celek jeho tělu. Mechanická ruka je ovládaná pomocí elektrod, které jsou připojeny na různých částech jeho těla. V situaci, kdy dojde k aktivaci svalové hmoty v oblasti, kde jsou připojeny elektrody, umožní se spuštění elektronického signálu, který spustí celý projekt třetí ruky. Aktivace jednotlivých svalů dále způsobují konkrétní pohyby mechanické ruky, které nutně nevyžadují umělcovo soustředění na jednotlivé pohyby. K nejvýznamnější performanci tohoto projektu patří psaní slov „Evolution” a „Decadence” současně oběma rukama.

### Muscle Machine
Během let 2002–2003 přichází Stelarc s projektem „Muscle Machine“, v českém překladu svalový stroj. Konkrétně se jedná o šestinohého kráčejícího robota, který má v průměru pět metrů. Tento hybridní systém člověka a stroje, pneumaticky poháněný pomocí kapalino-svalových pohonů vlastní gumové svaly, které se ztenčí po nafouknutí a rozšíří při vyčerpání. Na tomto projektu Stelarc použil spolehlivější a zároveň silnější design, který v konečném výsledku zajistil vznik flexibilnějšího mechanismu. Je zde využito kapalných svalových akcelerátorů, které eliminují problémy tření a únavy vyskytující se v dřívějším mechanickém systému prototypu robota Hexapod. Tělo stojí na zemi a snímače kloubů poskytují data, které umožňují člověku kontrolovat pohyb a směr stroje stejně jako měnící se rychlost, kterou se bude muscule machine pohybovat. Zvednutí nohy lidského operátora se zvednou tři různé mechanické nohy, které udělají pohyb dopředu, zatímco otáčení trupu lidského těla umožní stroji chůzi ve směru vpřed. A právě tímto způsobem interaktivita a interface umožnily vytvoření intuitivní choreografii člověka a stroje. Tento chodící systém připojený akcelerometrickými senzory poskytujícími data, která generují počítačově strukturované zvuky rozšiřující akustickou vzdušnost a provoz stroje. Uživatel skládá zvuky pomocí choreografie pohybu stroje. Jakmile je stroj v pohybu, už se neptáme, jestli je člověk nebo stroj pod kontrolou, neboť se plně integrovali a pohybují se jako jeden. Šestinohý robot rozšiřuje funkce těla a transformuje jeho dvounohou chůzi na šestinohý „hmyzí“ pohyb.

### Walking Head
Projekt s názvem „Walking Head“, tedy chodící hlava je pěší robot o velikosti dva metry využívající svých šesti končetin vytvořený opět v roce 2006. Cílem je vytvoření skutečného-virtuálního systému, ve kterém činnost stroje je zachována mechanickými pohyby a zobrazením obličeje na LCD obrazovce, který odráží chování. Na svém podvazku má namontovanou LCD obrazovku, na které je tedy pomocí počítačové techniky zobrazena hlava člověka, která je mimo jiné také schopna se otáčet ze strany na stranu. Tento robot vlastní zvukové senzory, které mu umožňují zaměření osoby, která se nachází před ním. Dokonce vlastní sadu předem naprogramovaných pohybů, které provádí v přítomnosti jiné osoby. Robot je pneumaticky ovládaný, ovšem je nutno podotknout, že „Walking Head“ je v současné době nedokončeným projektem.

### Ear on Arm
Konkrétně se jedná o umělé levé ucho implantované na levou paži. Hlavní funkcí tohoto třetího ucha je fungovat jako přenosné zvukové médium. Stelarc se tak snaží rozšíření své tělesné formy. Kosmeticky vzhled byl replikován a lokalizován a co týká okolní kůže, ta byla implantována z plochy předloktí. Performer Stelarc se v rozhovoru s Českou televizí k tomu projektu vyjádřil: "Replikovali jsme jednu charakteristickou část těla, přemístili ji a opět jí dali funkce, které měla. Tohle ucho je vytvořené spojením chirurgického inženýrství a kultivací kmenových buněk. Vytvořili jsme novou vývojovou architekturu. Přidáváme technologie do těla. Dáváme také tělu možnost, aby ukázalo, co umí, za hranicí omezenou kůží. Dál za prostorem, který obývalo.” Chirurgický zákrok započal aplikací solného roztoku do podkožní plochy a následně došlo k natažení a zformování kůže pomocí povahy tvárného silikonu. Ve skutečnosti hovoříme o rozestavěném bluetooth komunikačnímu setu, který se skládá ze sluchátka s mikrofonem. Implantovaný mikrofon byl připojen v uchu na vysílač, přičemž přijímač a reproduktor byly umístěny uvnitř úst performera. Tento významný projekt mu umožní telefonovat, říká, že když mu zavolám na mobil, budu moci k němu mluvit prostřednictvím svého ucha. Dále bude mít také přijímač a reproduktor implantovaný v ústech, takže uslyším svůj hlas uvnitř své hlavy a pokud zavře ústa, uslyší můj hlas jen on, a když otevře ústa, tak i on uslyší můj hlas vycházející z jeho těla. Jedno ucho tedy mluví k druhému. Vyskytuje se zde myšlenka hostitele, kdy ucho má tvar embrya. Stelarc měl dlouho velký problém sehnat pro operaci chirurgy, avšak nakonec uspěl. Nosič ve tvaru ucha mu voperovali pod kůži a zajistili přísun buněk. Ty do nosiče vrůstaly a vytvořily první obrys. Stelarc proto hovoří o tom, že jeho ucho na paži je v současné době pouze reliéfem. Nakonec nás seznamuje s vylepšením v podobě zpevnění boltce, rekonstrukce měkkého lalůčku a jeho zdokonalení pomocí kmenových buněk, které zajistí větší trojrozměrnost tohoto projektu.